# Municipio de Grant (condado de Greene, Iowa)
El municipio de Grant (en inglés: Grant Township) es un municipio ubicado en el condado de Greene en el estado estadounidense de Iowa. En el año 2010 tenía una población de 201 habitantes y una densidad poblacional de 2,61 personas por km².

## Geografía
El municipio de Grant se encuentra ubicado en las coordenadas 41°59′19″N 94°19′50″O / 41.98861, -94.33056. Según la Oficina del Censo de los Estados Unidos, el municipio tiene una superficie total de 77.16 km², de la cual 77,06 km² corresponden a tierra firme y (0,12 %) 0,1 km² es agua.

## Demografía
Según el censo de 2010, había 201 personas residiendo en el municipio de Grant. La densidad de población era de 2,61 hab./km². De los 201 habitantes, el municipio de Grant estaba compuesto por el 98,01 % blancos, el 0,5 % eran afroamericanos, el 0,5 % eran amerindios y el 1 % eran de una mezcla de razas. Del total de la población el 0 % eran hispanos o latinos de cualquier raza.